# Liponeura bithynica
Liponeura bithynica är en tvåvingeart som beskrevs av Peter Zwick 1988. Liponeura bithynica ingår i släktet Liponeura och familjen Blephariceridae.
Artens utbredningsområde är Turkiet. Inga underarter finns listade i Catalogue of Life.